# 仙台臨海鉄道臨海本線
臨海本線（りんかいほんせん）は、宮城県多賀城市の陸前山王駅から仙台市宮城野区の仙台北港駅までを結ぶ仙台臨海鉄道の鉄道路線である。

## 路線データ
- 管轄（事業種別）：仙台臨海鉄道（第一種鉄道事業者）
- 路線距離（営業キロ）：陸前山王駅 - 仙台北港駅 間 (5.4 km)
- 軌間：1067 mm
- 駅数：3駅（起終点駅を含む）
- 複線区間：なし（全線単線）
- 電化区間：なし（全線非電化）
- 閉塞方式：スタフ閉塞式
- 最高速度：50 km/h[1]

## 運行形態
運転系統は、陸前山王 - 仙台港間と仙台港 - 仙台北港間で分かれている。専用貨物列車のみ運行されている。
陸前山王 - 仙台港間は、1日13往復の列車が設定されている。ただし、そのうち下り列車6本と上り列車2本は単機回送列車となっている。編成内容（輸送品）は鉄道コンテナや海上コンテナ、石油、化成品、レール。
仙台港 - 仙台北港間は、1日5往復の列車が設定されている。編成内容は石油となっている。また、同区間には1往復の臨時列車が設定されている。

## 歴史
当線は、多賀城海軍工廠の専用線の路盤の一部を用いている。両線の経路は仙台北港駅までほぼ同じであるが、海軍工廠専用線は同駅から北に現在の多賀城駐屯地まで繋がっていた。
- 1971年（昭和46年）10月1日 - 全線開業。
- 1987年（昭和62年）7月18日 - 9月23日 - 「'87未来の東北博覧会」の観客輸送のため、仙台駅 - （臨）東北博覧会前駅間で臨時旅客列車を運転。また、SL列車「SL東北100年号」を同区間で8月2日までと9月12日 - 23日に運転[3][4]。
- 1988年（昭和63年）3月13日 - コンテナ貨物輸送を開始。
- 1997年（平成9年）7月19日 - 9月30日 - 「国際ゆめ交流博覧会」の観客輸送のため、仙台駅 - （臨）ゆめ交流博前駅間で臨時旅客列車を運転。
- 1998年（平成10年）4月1日 - 海上コンテナ輸送を仙台港駅と神奈川臨海鉄道の横浜本牧駅の間で開始。
- 2018年（平成30年）5月7日 - 西濃運輸専用列車「カンガルーライナーSS60」を仙台港駅 - 吹田貨物ターミナル駅間で運行開始。
- 2018年（平成30年）9月14日 - 26日 - クルーズ客船「飛鳥II」の仙台港寄港に伴い、「みのり」で仙台埠頭線仙台埠頭駅 - JR東日本松島駅間に団体臨時列車としてアクセス列車を運行[5]。「飛鳥II」の乗船予定客のうちオプションツアーに申し込んだ客のみが対象[6]。なお、旅客営業の事業主体はJR東日本であり、9月3日から27日までの期間について第二種鉄道事業者の許可を受けて運行した[7]。
- 2022年（令和4年）8月頃 - 陸前山王駅 - 仙台港駅間の閉塞方式をタブレット閉塞式からスタフ閉塞式に変更[8]。これにより、仙台臨海鉄道の路線は全てスタフ閉塞式となった。

## 駅一覧
括弧内は起点からの営業キロ。
陸前山王駅 (0.0 km) - 仙台港駅 (4.2 km) - 仙台北港駅 (5.4 km)

## 接続路線
- 陸前山王駅：東北本線
- 仙台港駅：仙台臨海鉄道仙台埠頭線・仙台西港線